# Жозе Агушту Торріш
Жозе Агушту Торріш (порт. José Augusto Torres [ʒuˈzɛ ˈtoʁɨʃ], нар. 8 вересня 1938, Торріш-Новаш — пом. 3 вересня 2010, Лісабон) — португальський футболіст, що грав на позиції нападника. По завершенні ігрової кар'єри — футбольний тренер.
Один з найкращих португальських бомбардирів свого часу. Всього за кар'єру Торріш забив понад 250 голів. Дев'ятиразовий чемпіон Португалії, чотириразовий володар Кубка Португалії, дворазовий володар Кубка чемпіонів УЄФА. Тренував національну збірну Португалії (учасник чемпіонату світу 1986 року).

## Клубна кар'єра
Народився 8 вересня 1938 року в місті Торріш-Новаш.
Почав свою кар'єру в провінційній нитжчоліговій команді «Торріш-Новаш», а 1959 року, у віці 21 року перейшов у столичну «Бенфіку». За час виступів у вищому дивізіоні чемпіонату Португалії зіграв 378 матчів, в яких забив 217 м'ячів. У складі команди двічі вигравав Кубок чемпіонів УЄФА (1961, 1962), а також тричі був фіналістом цього турніру (1963, 1965, 1968), причому 1965 року з 9 голами став найкращим бомбардиром Кубка чемпіонів. У внутрішніх змаганнях став дев'ятиразовим чемпіоном Португалії (1960, 1961, 1963, 1964, 1965, 1967, 1968, 1969, 1971) та чотириразовим володарем Кубка Португалії (1962, 1964, 1969, 1970), ставши також найкращим бомбардиром чемпіонату Португалії у 1963 році (26 голів).
Згодом протягом 1971—1975 років захищав кольори «Віторії» (Сетубал), де 1975 року навіть недовго працював граючим тренером.
Завершив професійну ігрову кар'єру у клубі «Ешторіл Прая», за команду якого виступав протягом 1975—1980 років і також деякий час обіймає посаду граючого тренера.

## Виступи за збірну
1963 року дебютував в офіційних матчах у складі національної збірної Португалії.
У складі збірної був учасником чемпіонату світу 1966 року в Англії, на якому команда здобула бронзові нагороди. У матчі за третє місце проти збірної СРСР Торріш став головним героєм поєдинку: на 12-й хвилині він заробив пенальті, який реалізував Еусебіу, а на 87-й сам вразив ворота Льва Яшина, забивши вирішальний гол і встановивши остаточний рахунок 2:1.
Останній матч за збірну Жозе зіграв 13 жовтня 1973 року у відбірковому матчі до чемпіонату світу 1974 року проти збірної Болгарії (2:2). Загалом протягом кар'єри у національній команді, яка тривала 11 років, провів у формі головної команди країни 33 матчі, забивши 14 голів.

## Кар'єра тренера
Після роботи граючим тренером у «Віторії» (Сетубал) та «Ештуріл-Праї», 1981 року Торріш очолив «Ештрелу» (Амадора) з другого дивізіону, а перед сезоном 1982/83 став головним тренером «Варзіма» з Прімейри.
У 1984 році Жозе очолив збірну Португалії, яку зумів вперше з 1966 року (коли ще сам Торріш грав на турнірі) вивести її у фінальну частину чемпіонату світу 1986 року у Мексиці. Щоправда, на турнірі португальці зайняли останнє місце в групі після чого Торріш покинув посаду.
Після цього Жозе недовго попрацював із «Боавіштою», а також двічі очолював «Портімоненсе».
Останнім місцем тренерської роботи Торріша став нижчоліговий клуб «Бежа», головним тренером якого Жозе Агушту Торріш був 1996 року.

## Останні роки і смерть
Після відходу з футболу Торріш оселився в Лісабоні зі своєю дружиною.
3 вересня 2010 року, всього за п'ять днів до свого 72-го дня народження і після довгої боротьби з хворобою Альцгеймера, він помер від серцевої недостатності.

## Статистика виступів
| Клуб              | Сезон             | Ліга | Ліга | Кубок Португалії | Кубок Португалії | Єврокубки | Єврокубки | Інші | Інші | Разом | Разом |
| Клуб              | Сезон             | Ігри | Голи | Ігри             | Голи             | Ігри      | Голи      | Ігри | Голи | Ігри  | Голи  |
| ----------------- | ----------------- | ---- | ---- | ---------------- | ---------------- | --------- | --------- | ---- | ---- | ----- | ----- |
| Бенфіка           | 1959/60           | 2    | 2    | 1                | 0                | 0         | 0         | 0    | 0    | 3     | 2     |
| Бенфіка           | 1960/61           | 2    | 2    | 3                | 9                | 0         | 0         | 0    | 0    | 5     | 11    |
| Бенфіка           | 1961/62           | 2    | 2    | 6                | 13               | 0         | 0         | 0    | 0    | 8     | 15    |
| Бенфіка           | 1962/63           | 21   | 26   | 2                | 9                | 4         | 0         | 1    | 2    | 28    | 37    |
| Бенфіка           | 1963/64           | 15   | 22   | 7                | 6                | 0         | 0         | 1    | 1    | 23    | 29    |
| Бенфіка           | 1964/65           | 23   | 23   | 7                | 3                | 9         | 9         | 2    | 4    | 41    | 39    |
| Бенфіка           | 1965/66           | 23   | 18   | 2                | 1                | 5         | 3         | 0    | 0    | 30    | 22    |
| Бенфіка           | 1966/67           | 13   | 8    | 3                | 4                | 2         | 1         | 0    | 0    | 18    | 13    |
| Бенфіка           | 1967/68           | 22   | 17   | 0                | 0                | 7         | 2         | 0    | 0    | 29    | 19    |
| Бенфіка           | 1968/69           | 19   | 16   | 8                | 2                | 5         | 5         | 0    | 0    | 32    | 23    |
| Бенфіка           | 1969/70           | 20   | 13   | 6                | 6                | 3         | 0         | 0    | 0    | 29    | 19    |
| Бенфіка           | 1970/71           | 10   | 2    | 4                | 5                | 2         | 0         | 0    | 0    | 16    | 7     |
| Бенфіка           | Разом             | 172  | 151  | 49               | 58               | 37        | 20        | 4    | 7    | 262   | 236   |
| Віторія (Сетубал) | 1971/72           | 28   | 21   | ?                | ?                | 6         | 4         | 0    | 0    | 34+   | 25+   |
| Віторія (Сетубал) | 1972/73           | 29   | 13   | 1+               | ?                | 6         | 2         | 0    | 0    | 36+   | 15+   |
| Віторія (Сетубал) | 1973/74           | 25   | 14   | 1+               | 1+               | 6         | 4         | 0    | 0    | 32+   | 19+   |
| Віторія (Сетубал) | 1974/75           | 15   | 4    | ?                | ?                | 2         | 0         | 0    | 0    | 17+   | 4+    |
| Віторія (Сетубал) | Разом             | 97   | 52   | 2+               | 1+               | 20        | 10        | 0    | 0    | 119+  | 63+   |
| Ешторіл-Прая      | 1975/76           | 23   | 7    | ?                | ?                | 0         | 0         | 0    | 0    | ?     | ?     |
| Ешторіл-Прая      | 1976/77           | 29   | 4    | ?                | ?                | 0         | 0         | 0    | 0    | ?     | ?     |
| Ешторіл-Прая      | 1977/78           | 10   | 1    | ?                | ?                | 0         | 0         | 0    | 0    | ?     | ?     |
| Ешторіл-Прая      | 1978/79           | 29   | 1    | ?                | ?                | 0         | 0         | 0    | 0    | ?     | ?     |
| Ешторіл-Прая      | 1979/80           | 19   | 1    | ?                | ?                | 0         | 0         | 0    | 0    | ?     | ?     |
| Ешторіл-Прая      | Разом             | 110  | 14   | ?                | ?                | 0         | 0         | 0    | 0    | 110+  | 14+   |
| Всього за кар'єру | Всього за кар'єру | 379  | 217  | 51+              | 59+              | 57        | 30        | 4    | 7    | 491+  | 313+  |

## Титули і досягнення

### Командні
- Чемпіон Португалії (9):

«Бенфіка»: 1959–1960, 1960–1961, 1962–1963, 1963–1964, 1964–1965, 1966–1967, 1967–1968, 1968–1969, 1970–1971
- Володар Кубка Португалії (4):

«Бенфіка»: 1961–1962, 1963–1964, 1968–1969, 1969–1970
- Володар Кубка чемпіонів УЄФА (2):

«Бенфіка»: 1960–1961, 1961–1962
- Бронзовий призер чемпіонату світу: 1966

### Особисті
- Найкращий бомбардир чемпіонату Португалії: 1962–1963 (26 голів)
- Найкращий бомбардир кубка європейських чемпіонів: 1964–1965 (9 голів)